# Karol Plank
Karol Plank (6. listopadu 1927 Bratislava – 17. května 1997) byl slovenský právník, profesor občanského práva a děkan Právnické fakulty Univerzity Komenského, později také soudce a předseda Nejvyššího soudu Slovenské republiky.

## Život
Absolvoval gymnázium v Bratislavě a Právnickou fakultu Univerzity Komenského. Na fakultě už zůstal, od roku 1950 zde působil jako asistent na katedře občanského práva pod vedením profesora Lubyho. O devět let později se habilitoval, v letech 1963–1970 působil jako vedoucí katedry občanského a rodinného práva a v roce 1966 byl jmenován profesorem občanského práva. Jezdil přednášet i na právnickou fakultu UPJŠ v Košicích a od roku 1964 do roku 1966 byl také děkanem Právnické fakulty Univerzity Komenského. Jeho vědecký záběr byl široký, věnoval se dědickému, manželskému majetkovému, družstevnímu, vlastnickému i závazkovému právu. Napsal pět monografií a desítky článků do odborných časopisů, zpracovával též komentáře k zákonům. V praxi působil jako soudce z lidu a rozhodce obchodní komory v Praze.
Kvůli svým postojům v období pražského jara už ale nemohl za normalizace zastávat žádné funkce a dlouho nesměl ani publikovat. Ke změně došlo spolu s událostmi sametové revoluce, v roce 1991 získal vědeckou hodnost doktora věd a rok před tím stal se předsedou Nejvyššího soudu Slovenské republiky. Podílel se také na přípravě slovenské ústavy a spolu s profesorem Knappem byli pověřeni vypracováním osnovy nového československého občanského zákoníku. Po rozpadu federace byl hlavním autorem prvního návrhu slovenského občanského zákoníku.
Prezident Slovenské republiky mu udělil 1. ledna 2006 Pribinův kříž I. třídy in memoriam za významné zásluhy o hospodářský a sociální rozvoj Slovenské republiky v oblasti tvorby a aplikace nového právního řádu Slovenské republiky.

## Dílo
- Dědičské právo (1954)
- Majetkoprávne vztahy v rodine (1957)
- Osobné užívanie bytov (1967)
- Služby v občanskoprávnej úprave (1984)
- Poistenie občanov (1989)